# Шида (посёлок)
Шида́ — посёлок в Ольхонском районе Иркутской области. Входит в Шара-Тоготское муниципальное образование.

## География
Расположен в 46 км к северо-востоку от районного центра, села Еланцы, на северо-западном берегу залива Мухор озера Байкал, на западном берегу Шидинской бухты.

## Население
| 2002 | 2010 | 2011 | 2012 |
| ---- | ---- | ---- | ---- |
| 8    | ↗27  | ↗28  | →28  |

По данным Всероссийской переписи, в 2010 году в посёлке проживало 27 человек (17 мужчин и 10 женщин).

## Экономика
Молочно-товарная ферма, туризм, рыболовство.